# Lagocephalus spadiceus
Lagocephalus spadiceus е вид лъчеперка от семейство Tetraodontidae. Видът не е застрашен от изчезване.

## Разпространение и местообитание
Разпространен е в Австралия, Бангладеш, Бахрейн, Британска индоокеанска територия, Виетнам, Джибути, Египет, Еритрея, Йемен, Индия (Андамански и Никобарски острови), Индонезия, Йордания, Ирак, Иран, Камбоджа, Катар, Кения, Китай, Кувейт, Ливан, Мадагаскар, Малайзия, Малдиви, Мианмар, Мозамбик, Обединени арабски емирства, Оман, Остров Рождество, Пакистан, Палау, Папуа Нова Гвинея, Параселски острови, Провинции в КНР, Саудитска Арабия, Сингапур, Сирия, Соломонови острови, Сомалия, Острови Спратли, Судан, Тайван, Танзания, Филипини, Шри Ланка, Южна Африка, Южна Корея и Япония. Внесен е в Кипър, Гърция, Израел и Турция.
Обитава полусолени водоеми, океани и морета. Среща се на дълбочина от 4 до 191 m, при температура на водата от 20,4 до 28 °C и соленост 34,4 – 35,7 ‰.

## Описание
На дължина достигат до 43,1 cm.